# Destino o casualidad
«Destino o casualidad» es una canción interpretada por el cantante español Melendi junto al dúo estadounidense Ha*Ash, como parte de la promoción de su octavo álbum de estudio Quítate las gafas y del recopilatorio Yo me veo contigo, ambos de 2017. Se lanzó por primera vez solo por Melendi el 11 de noviembre de 2016, posteriormente se lanzó el 2 de junio de 2017 una nueva versión junto a Ha*Ash a través de Sony Music España. En el año 2019, la canción fue relanzada por Melendi junto a Ha*Ash para el álbum Ha*Ash: En vivo del dúo estadounidense.

## Vídeo musical
El video oficial de «Destino o casualidad» fue lanzado a través del canal VEVO del cantante español el día del lanzamiento de la canción. Fue rodado y grabado en Nueva York, Estados Unidos, muestra a Melendi, Hanna y Ashley sentados e interpretando el tema junto a un piano y una guitarra, mientras se muestras diferentes imágenes de parejas durante el vídeo.
El vídeo en el año 2018 consiguió su Vevo Certified por más de 100 millones de visitas. A junio de 2024, cuenta con más de 1200 millones de visualizaciones en YouTube

## Presentaciones en vivo

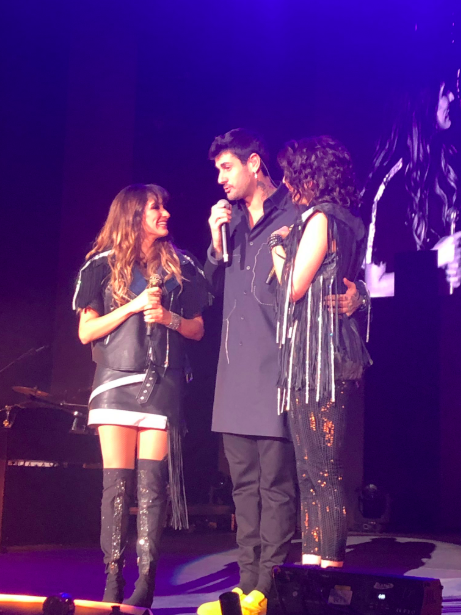
Melendi colaboró con Ha*Ash cantando el tema durante la Gira 100 años contigo en Chile, Argentina y México.

La canción ha sido interpretada en 3 ocasiones en vivo por ambos artistas. 
- Luna Park, Argentina - 2 de junio de 2018.[13]
- Movistar Arena, Chile - 3 de junio de 2018.[14]
- Auditorio Nacional, México - 11 de noviembre de 2018.[15]

## Posicionamiento en listas
| Posiciones (2017)                  | Mejor posición |
| ---------------------------------- | -------------- |
| Latin pop Airplay (Billboard)      | 38             |
| México (Monitor Latino)            | 10             |
| México Airplay (Billboard)         | 32             |
| México Español Airplay (Billboard) | 10             |
| España (PROMUSICAE)                | 56             |

## Certificaciones
| País (organismo certificador) | Certificación | Unidades certificadas |
| ----------------------------- | ------------- | --------------------- |
| España (PROMUSICAE)           | Platino       | 40 000                |
| Estados Unidos (RIAA)         | Oro           | 30 000                |
| México (AMPROFON)             | Platino       | 60 000                |

## Historia de lanzamientos
| Región | Fecha              | Formato            | Etiqueta   | ref           |
| ------ | ------------------ | ------------------ | ---------- | ------------- |
| Mundo  | 2 de junio de 2017 | Descarga de música | Sony Music | [ 12 ] [ 11 ] |